# RPG W(・∀・)RLD ―ろーぷれ・わーるど―
『RPG W(・∀・)RLD ―ろーぷれ・わーるど―』（ろーぷれ・わーるど）は、吉村夜による日本のライトノベル。イラストはてんまそが担当。富士見ファンタジア文庫（富士見書房）より2009年4月から2013年11月まで刊行された。
コンピュータRPGのようなファンタジー世界を舞台とした冒険小説。小説各巻はSCENE（シーン）と呼ばれるいくつかの章から構成されており、SCENEが変わる度に物語の語り手が交代するという形式になっている。語り手は主人公一行に所属する人物が務めることが多いが、ときには主人公と敵対する組織の人物が務めることもある。
メディアミックスとして、遠野ノオトの作画によるコミカライズ版が『ドラゴンマガジン』（同）2010年9月号の別冊付録「ちょこドラ。」vol.1よりvol.3まで連載。掲載誌を移籍して、『月刊ドラゴンエイジ』（同）にて、2011年3月号から2012年5月号まで連載された。

## あらすじ
厳島勇吾と宮本翔の親友コンビはコンピュータRPGマニアの高校生。しかもゲームのメインストーリーそっちのけで己とシステムの限界に挑みレベル上げに興じるという程のディープなマニア。
二人は3学期の終業式が終わると同時にベータテストプレイヤー公募に当選して手に入れたコンピューターRPG『ギャスパルクの復活』をそれぞれの家でプレイしていた。ところが、その日に限って様子がおかしい。それぞれの家でゲームを起動したと同時に二人は怪しい閃光に包まれ、気がつくとゲームの中の世界である「エターナル」へ着のみ着のままのノーマネーノーアイテム、しかし自分がゲーム内で育てていたキャラクターと同レベル同スキルを持った状態で転移していた。
普段「ゲームの中に入れたらいいのに」と夢想していた二人は大喜び。手放しで喜ぶ翔だったが、一方で両親や周囲の騒動を慮り心配し帰還の道を探そうとする勇吾。そんな二人の前にモンスターに襲われる少女・イシュラの姿があった。思わずイシュラを助け出した二人は、そのまま成り行きに任せてイシュラの住むアルダ村を取り巻く騒動と陰謀に関わってしまう。その中で彼らはエターナルでも既に伝説として風化したはずの邪神にして魔王「ギャスパルク」を復活させようとしている恐るべき教団の存在を知る。
ところが驚愕すべきことに教団の中心人物には勇吾たちと同じようにエターナルに召喚された数多くの日本人が関わっているという。さらには、そもそも「ギャスパルクの復活」そのものが教団が用意した仲間を増やすための召喚装置であることや、エターナルと勇吾の世界（ガイア）を繋ぐための技術も教団が持つものだと知らされる。そして教団の狙いはその技術と邪神ギャスパルクの力を持って二つの世界を蹂躙し、征服することだということが明るみとなる。
勇吾は翔と共に教団の企みを打ち砕くため、元の世界に戻るために教団と戦うことを決意する。そのために各国に働きかけ和議を結ぶよう働きかける勇吾と翔。自らの思惑とは異なる場所で「勇者」と称えられるギャップに苦しみながら、勇吾は己の目的のために翔とともに己のRPG知識を全開にして戦い続ける。

## 登場人物
人名は 本名 / ゲーム内名称 の順に記載。Lvは特に記載がない限り初登場時のもの。

### 主人公パーティ
厳島 勇吾（いつくしま ゆうご） / ユーゴ
- ゴーデスナイト→ゴーデス：Lv78→Lv150

主人公。エターナルに転移してきた日本人の学生。16歳。姉と妹がいる環境で育ったおかげで気配りがよくできる。
頭も良く、機転が利くので罠にかけてきた敵を逆に罠に嵌め返したりする。エターナルに来た直後は自分の強さに危機感を持つほど臆病だったが、徐々に力を持つ者としての勇気と責任感も持つようになる。それでも時折、日本における「等身大の自分」を思い起こしては今の自分の状態に恐れを抱く一面があり、逆に自身の持つ勇気と責任ゆえにそれに押しつぶされかねないほどの真面目さと危うさを持つ。
エターナルで戦ううちに「『勇者』をロールプレイする」と決意するようになった。イシュラとレヴィアの好意に気付いてはいるが、自分にはそんな暇も資格もないと思い気付いていないフリをしている。
家はゲームセンターも運営している地域の玩具店（ゲームショップ）であり、父親はインベーダーゲーム世代にしてファミコンから一連の家庭向けコンシュマーゲームを揃えているという、親子二代に渡る生粋のゲームフリーク。ユーゴ自身が道に迷うときは父親のゲーマーとして、また商売人としての教えが活きている時がある。
自らが演じているキャラクターである「ゴーデスナイト」は腕力と体力に特化した軍神ゴーデスの加護を持つ騎士であり、その中でもLv78といえば、もはや伝説級の力とされるほどの存在である。ただし近接単体攻撃に特化した職業であるがゆえに、自身の特性を活かせない多数の敵や遠距離の相手にはやや分が悪い。また、ユーゴはエターナル内で加護を得て転職したわけではないため、宗教的な話題になると答えられないという思わぬ弱点もある。
軍神ゴーデスの力を継承して最強の職業である「ゴーデス」に転職。対魔神用の武器である「ゴーデスブレード」を入手したが、この剣は未だ真価を発揮していないため、攻撃力も完全なものとはなっていない。最初に作ったキャラクターの名前は「ドラゴンロード」で、父親の勇造はその名前でエターナルにいると思っていた。
宮本 翔（みやもと しょう） / ショウ
- ウォーザード→カイザード：Lv58→Lv130→Lv1

もう一人の主人公的な存在、勇吾の相棒。勇吾と共にエターナルに転移してきた日本人の学生。ユーゴとは中学時代からの同級生にて親友。16歳。お調子者で助平で臆病な性格で、それが災いしてパーティの女性陣からは冷遇されている。ユーゴと違ってかけた時間の分だけ見返りが欲しいと思っている。
元々は不良に目をつけられてパシリにされている孤独ないじめられっ子だったのだが、同じゲーマーとして共感したユーゴに助けられたという過去があり、そのことを深く恩に感じている。また、そのためにエルの孤独を知った際には、彼女に深い共感を寄せて涙する優しさも持つ。前述のような性格の一方で、どこか楽天的に振る舞いユーゴのためにも自身の行動に深い責任を持つことを「解っていても意識しない理解しない」ようにしている。そのため時に自身の勇気と責任に逆に押しつぶされそうになるユーゴに対しては逆に支えとなっている場面も多く、その意味で好対照となっているコンビでもある。
ゲームスタイルは「レベル上昇志向の攻略優先型」であり、ゲーム攻略やレベル上げのためならば攻略書や専門サイトを見ることもためらわず、自身、同様のサイトの掲示板において情報の投稿・交換もしている。そのときに得た知識がエターナルにやってきても役立っており、ゲーマーならではの知識を駆使した戦略家としての才能を見せるようになってきている。
自らが演じているキャラクターである「ウォーザード」は、攻撃・防御・治癒・祈願ほか、あらゆる魔法を扱える総合魔法職で特に知性と魔力に特化している。ただし、莫大なMP（マジックポイント）とあらゆる魔法を使える代わりに各魔法の最上級呪文の使用ができないという制限を持ち、一方でレベル経験値の上げ幅が全職業中で最も広くレベル上げが困難という難点を持つ。そのためLv58という数値は「ウォーザード」の中では超トップクラスの部類に入り、ユーゴ同様に伝説級の数値と言える。
このため旅の道中においては（特に魔法に詳しい）人々より「賢者」と称されることも少なからずある。
暗黒神カルラと影の神ケルパの力を継承して「カイザード」に転職し、使用可能魔法の幅は更に広がった。
ギャスパルク戦で129Lv分の経験値を消費して1時間無敵状態にする事が出来る魔法、「エターナル」を使いLv1に戻ったが、妻のエルトリーゼと共に新婚旅行も兼ねて、Lv上げに向かった。
イシュラ・アローネ
- 村娘→ファイター→アウラナイト：Lv4→Lv130

ガルガンシア王国のアルダ村の村娘。レヴィアの妹。14歳。元気で明るく少々おてんば気味の少女。モンスターに襲われていたところをユーゴ（とショウ）に助けられたことでユーゴを「師匠」と慕うようになった。アルダ村における魔神復活の危機を乗り越えた後、ユーゴたちのパーティーに加わる。ユーゴに好意を抱いている。
なお、本文中では「スカートさえ履かない」と言われるほどの男勝りのおてんば娘として表記されているが、挿絵上では初登場からスカート姿であるため、物語初期における文章とヴィジュアルにおいてはいくばくかの設定の齟齬がある。
ユーゴにはぞっこんであるがショウに対しては、初見時に彼が臆病な割に高レベルを鼻にかけるような言動をしていたということもあって、かなりぞんざい。挙句の果てにショウのことを名前ではなく「メガネ」と呼ぶほど。ユーゴを慕うあまりに大好きな姉にすら嫉妬してしまう複雑な乙女心を抱えて葛藤する描写も多い。
職業は「村娘」だったが、後に「ファイター」を経て、光神アウラの力を持つ「アウラナイト」へと転職。戦士職でありながらも、仲間達の能力を上昇させる補助魔法を使用できるようになった。最終的に姉のレヴィアと共にユーゴの妻になった。
レヴィア・アローネ
- 村娘→ファドラプリースト→ウインドコンダクター：Lv3→Lv120

ガルガンシア王国のアルダ村の村娘。イシュラの姉。16歳。村の巫女であり、風神ファドラに仕える神官見習いでもある。大人しくて清楚な女性だが芯の強さも併せ持つ。神官（村長）の長女（後継者）という身分から村では「特別な子」という立場だったため同年代の友人がおらず、天真爛漫な妹に羨望を抱いていたと同時に、自らの「自分の手で切り開くことができない将来」に不満と不安を抱き、同時にそんな自分に対して「不信心」で「神官失格」な娘だと嫌悪を抱いていた。アルダ村における魔神復活の危機を乗り越えた後「自分が本当になりたい自分」を探し「胸を張って誇れる自分」となるためにユーゴたちのパーティーに加わる。ユーゴに好意を抱いている。
元々が神官見習いであるため、能力も魔法(神官)職に対して素養を見せており、自身の身の振り方に迷った時に夢でファドラからの神託を受けたり、ララーンの市民が混乱する中でシュラハーに呼びかけてその現臨を目の当たりにしたりと彼女に関わって神がかった現象が起こる描写も多く、そのためララーンでは聖女と称えられ、後に自ら「神と人との橋渡しをする者」としての役目を担いたいと強く願うようになる。
元が神官見習いという立場であるため潔癖症気味のところがあり、過去のトラウマもあいまってセクハラに対しては容赦がない。ショウに対しては魔法の師としての立場もあるため冷ややかな視線と皮肉を投げる程度で済んでいるが、敵対する相手に対してだと行動は苛烈になり、半殺しはおろか九分殺し、果ては全殺しすらも辞さない態度を見せて思いっきり妹をヒかせている。
物語開始以前に流れの魔法職からも雇われたものと雇い入れた村の娘という立場からくるセクハラとパワハラを受けていた過去があり、そのため物語当初は（特に男性の）魔法職に対してはかなり冷ややかな態度をとっていた。実際、セクハラも多いショウに対しては非常に冷たく、エルとショウとの心理的な距離が縮まっていることを知ったときには驚愕を示していた。
職業は「村娘」から「ファドラプリースト」を経て風神ファドラの代行者「ウインドコンダクター」へと転職した。
最終的に妹のイシュラと共にユーゴの妻になった
エルトリーゼ・ウィンラート
- パイロマンサー→パイロエンプレス：Lv35→Lv120

通称・エル。ガルガンシア王国宮廷魔術師のエルフ。15歳。主君であるガルガンシア三世からユーゴたちの旅に同行するように命じられた。
若くして高レベルのパイロマンサーであったり、宮廷魔術師に取り立てられていることからも能力はとても優秀で、性格も理知的で冷静。反面プライドが高く人付き合いが苦手で、内面は若干見栄っぱりな所もある。胸が薄いのがコンプレックスになっており、やたらと女性陣の胸をジロジロ見てくるショウには特に厳しい態度を取りがち。ただ、ユグドラシルで魔神相手に自爆同然の呪文を使おうとしているのをショウに涙ながらに説得され止められて以来、彼の優しさに気づき無責任さや能天気さも「明るさ」と肯定して、何かとショウのことを気にかけるようになっている。
エルフの国ユグドラシル出身。通常エルフは水神ペリアナイアを信仰しアクアメイジとなるのが大多数だが、彼女は生来の才能によって人を寄せ付けない（寄せ付けることができない）性格（および境遇）とエルフが嫌う炎を司る火神シュラハーに帰依しパイロマンサーとなったため、国を追われるようにして出奔した。
「心に炎を灯す者」として火神シュラハーに認められ、超強力な攻撃型魔法職である「パイロエンプレス」へと転職した。
村田 豪（むらた ごう） / ラムダ
- サモンマスター→ゲートキーパー：Lv61→Lv120

16歳。力と金のみを目的に生きるならず者。上昇志向が強く図太い神経の持ち主で、それなりに頭も切れる。エターナルに来てからはその強大な力で思うが侭に生き「餓狼団」という自らの集団を率いるまでになっていたが、ある時教団の物資を奪おうとして敗北、そのまま教団に従うようになる。形だけは教団に従っているものの、心からの忠誠を誓っているわけではない。自分の率いる「餓狼団」の手下たちは大事にしているが、仲間や友人というものに対しては否定的。
3巻でユーゴに敗北した後、餓狼団の手下たちの当座の安全と後の解放を引き換えにユーゴたちのパーティーに参加している。パーティー参加後もトラブルメーカーであることには変わらないが、一方で知略と実力で自分を打ち負かしたユーゴに対してはそれなりの敬意を払っており、その行動がどこに行き着くのかの興味も少なからず示している。お山の大将気質の彼にとって屈辱的であるパーティの一員という境遇に関しては「ナンバーツーの心理を知るための機会」として自分を納得させている。
母子家庭であるため、金銭や立場に執着する理由は母親に楽をさせてやりたいからという面もある。また、料理や釣りができるなどの意外な特技も持っている。また「負けても何度でも立ち上がる」という挫けない根性（悪く言えば懲りない性格）を持つ。
以上の事情から、とかくサバイバビリティに長けており、一方で自身が「少しでも有利な立場に立つ」ためには裏切りや罠をも厭わずモラルも低い。そのためパーティー内では常に「いつ裏切るか解らない危険な男」として警戒されているが一方でその能力は高く評価されている。
アークの罠にかかった際に真っ先に再び教団側に戻るそぶりを見せたがアークからは一瞬で袖にされ「裏切り者」という立場が確定してしまっている事実を突きつけられてしまう。
剛毅さと頑固さを併せ持った気性を地神グラ・ドに気に入られて「ゲートキーパー」へと転職。これまでよりも遥かに強力な召喚魔法を得た。
田中 幸助（たなか こうすけ） / メタボキング
- アルケミスト→マスターアルケミスト：Lv45→Lv120

35歳。エターナルに転移してきた日本人。パールの側近をしている。王女であるパールのことを「パールたん」と呼び、「〜デス」「〜してくだサイ」といった独特の口調で話す痩せこけた陰気な男。怪しい風貌や態度とは裏腹にパールや少年少女たちを思う心は本物で、彼の作り出す薬やアイテム類は騎士団の大きな助けとなっている。王国崩壊の時に雇われた傭兵たち（日本人を含む）がランダル王国を見捨てて逃亡したのを目の当たりにしたため、仲間以外に対しては猜疑心が強くなっている。ガイア（元の世界）にいたときは引きこもりで、オンラインゲームに励んでいて、その中でショウを助けたことがある。エターナルに来たばかりのころはその名の通り太っていたが、苦しい生活の末痩せこけてしまった。
水神ペリアナイアの知識を与えられて「マスターアルケミスト」へと転職。エターナル7大神が把握する限りの知識と情報を得た。
スカーレット
- レッドドラゴン：Lv???

ユーゴが旅の途中で手に入れた魔剣「スカーレットドラゴン」に宿るレッドドラゴンの魂。
肉体を失っており、自身で行動を起こすことはできないものの、魔剣を手にした人物の心を感じ取ることが可能。
また、剣自体の能力をある程度制御することもできるらしく、魔剣の装備条件を満たしていないレヴィアに力を貸したこともある。
火神シュラハーの命を受け、現在は魂のみのまま、各地のドラゴン達に決戦に備えるよう伝えて回っている。

### 旭日騎士団
2巻終盤で存在を示唆され、3巻より登場する、教団と戦う日本人を中心に構成された騎士団。教団に動きを悟られないため大道芸一座「ゴールデンベア」を名乗り、この名義によって郵便ギルドのネットワークを使い連絡を取り合っている。その一方で各国にメンバーを散らせ、エターナルに転移してしまった日本人を教団よりも先に保護してメンバーに勧誘することや各国の為政者に教団の脅威を知らせ警鐘を鳴らすことを主要任務としている。
渡辺 理沙（わたなべ りさ） / リサポン
- ウィッチ：Lv60

通称リサ。エターナルに転移してきた日本人。19歳。「旭日騎士団」の副団長。地位は副団長だが彼女が旭日騎士団の実質的トップ。巨乳でノリの軽いお姉さん。
日本にいた頃は、「ギャスパルクの復活」の攻略Wikiの中心的メンバーであり、精力的に書き込みをしていた。そのためエターナルの世界の「仕様」に対しても詳しく、また独自に「ギャスパルクの復活」と「エターナル世界」の誤差を見抜いて両者の関係性を解き明かそうともしていた。このことからも解るとおり、根はかなり真面目で思慮深く、普段見せているカルいノリだけの性格は周囲ないしは自身を深刻にさせず冷静さを失わせないためのポーズとも言える。ある意味でユーゴの真面目さとショウの演技的な無責任さとを併せ持った女性。
ジローの進言を受けてユーゴたちに接触。ユーゴの騎士団への勧誘には至らなかったものの協力をとりつける。初登場となる3巻から4巻まではユーゴのパーティーの一員となり5巻冒頭で騎士団の活動のためにパーティーを一時離脱した。
細川 次郎 / ジロー
- ネクロマンサー：Lv47→Lv50

エターナルに転移してきた日本人。当初は異世界にいきなり放り出された心細さから教団に「元の世界に戻る方法を教えてやる」と唆され魔神復活に協力していたものの、ユーゴやショウたちに敗北したことで改心。教団を離反して「旭日騎士団」の一員として行動しており、ユーゴたちの活躍を騎士団に伝えてリサに仲間に加え共闘するべきと進言した。
騎士団の一員となってからはエルフの国であるユグドラシルに派遣されていたが準備が整う前に教団の襲撃と魔神復活に遭遇し一時離脱。リサがユーゴたちと行動をともにしていることを知り、急を告げるためにアライエン王国の首都・ララーンにて再びユーゴたちの前に姿を現す。
ユグドラシルでの騒動が治まった後は騎士団の活動のためリサと共に再びユーゴたちから離脱する。
八重谷 なつき / ナツキ
- セイントナイト：Lv65

ジローと共にユグドラシルに派遣されていた旭日騎士団の騎士。ジローと共にユグドラシルを一時離脱した後、ヴァイオンを引き連れてユグドラシルへと戻ってきた。
ヴァイオン
- ダークドラゴン：Lv???

旭日騎士団の団長。正体は漆黒の鱗のドラゴン。
非常に傲慢で財宝に執着する性質であるため、彼に出動してもらうためには1回につき一千万Gもの報酬が必要になる。彼が団長になっているのはその傲慢さから人間と対等以下の扱いを受けることを嫌ったせいで、形式上一番偉い地位を与えられたため。
彼の傲慢さに辟易したリサによって日本のスラングについて様々な嘘を吹き込まれているため、意味を誤解したまま使っており「最強のツンデレでありドキュソ」を自称している。本人としては「最強にかっこよく聡明である」というつもりであるが、外から見た場合には確実にハマっているために誰も直そうとは思っていない。
このことからも解るように最強の力と最弱の知能を持つバカであり、勘違いや誤解から味方であるはずのユーゴたちを襲ったこともある、トンデモなトラブルメーカーでもある。また、能書きをたれることも多く、いちいちにして自らの偉大さをとうとうと説きながら話をするために、やたらめったら話が長い。
ドラゴン以外の種族に対してはイチイチ下に見る差別感情の持ち主かつ、タチの悪い最強のバカである一方で、それなりに良心や優しさ、矜持らしきものは持っており、自らに対して恩を感じる相手に対しては一定の礼を欠かさず、また、身寄りのない仔ドラゴンを育てるなど、その心根は決して悪ではない旨が描写されている。

### 謎の教団
この世界最凶の「魔神にして魔王」たる「力の神・ギャスパルク」を復活させんと暗躍する教団。そのために様々な非合法活動をもって資金を集めて犯罪者たちを支援するユーゴたちの最大の敵。その最終目的はギャスパルクの現臨のみならず、自分たちの世界たるガイアの日本へとギャスパルクを降臨させ、その力を持ってエターナルとガイア双方の支配権を得ることとされる。思想方針として「力を持つ者が弱者を踏み付けにして全てを手に入れることを肯定する」という弱肉強食を方針とした「力の真理」を掲げている（と、同時にガイア世界のあり方もこれで説明がつくとしている）一種の狂信の徒であるが、一部信徒の一途なる信仰心はレヴィアを驚愕もさせている。
如月 万里（きさらぎ まり） / マリー
- スペルダンサー：Lv53

ユーゴたちがアルダ村の事件の最中に遭遇した教団の一員。教団のトップである「あのお方」に心酔しており、忠誠を誓っている。日本人たちを勧誘して教団に引き入れる工作を始め、主要な国々に教団の工作員を送り込むなどして邪神復活のために暗躍している。
常に余裕を見せる態度で周囲に接しているが、リサに対してはそれがなく、個人的な何らかの感情を抱いていることを示すような描写がある。
村瀬 大介（むらせ だいすけ） / ダイス
- ニンジャ→魔神：Lv51→???

言葉巧みにユーゴたちのパーティーに接触してきた中年の男。当初は公安警察を名乗ってユーゴたちに味方する振りをしていたが、実際は教団の工作員であり、マリーの勧誘を跳ね除け教団と敵対する意思を見せた高レベルプレイヤーのユーゴたちを始末しようとしていた。しかし、ユーゴに教団の工作員であると看破されていたため、今一歩のところで策を見抜かれ撃退された。
冷徹で執念深い性格をしており、自分を出し抜いてみせたユーゴに執着を見せ、つけ狙っている。
日本にいた頃、無実の罪で投獄された経験があり、獄中でこの世全てのものに絶望し呪うようになった。拳銃自殺をする寸前に「あのお方」の声を聞き、エターナルに転移。以後教団の一員として働くようになった。
自身が回収した魔神グモンのコアを埋め込まれ、新たなる魔神となっておぞましい姿と能力を獲得。魔神イグニッツァの封印を解いた。
原 美和子（はら みわこ） / ラミア
- ニンジャ：Lv???

ダイスの腹心の女性。ダイスに対して忠誠を誓い思慕を寄せる。
神原 奈美江（かんばら なみえ） / エミーナ
- 職業・Lv ともに不明。

ガルガンシア王国に潜入していた教団の幹部。宮廷魔術師 エミーナ・ラヴァンカ としてガルガンシア王に仕え、第4王子マイルズの部下となる。マイルズの心を射止め恋人となり、彼をそそのかして謀反を企てさせ、そのどさくさに紛れて魔神ナディンゴラを復活させようとしていたが、その正体を看破したユーゴによって企みを阻止される。
元々、勝気な性格であるらしく、企みに失敗して敗走し、その報告をした時に涙を見せた際にはマリーに意外を思わせ同情されている。
阿久津 伸治（あくつ しんじ） / アーク
- ドラゴンテイマー：Lv60

アダナキア連邦を担当する、教団の幹部の1人。北の大国と称されるウィドラ国を掌握しランダル王国を撃破・支配していた。
ランダル王国にてユーゴたちを言葉巧みに自らの居城に誘い込み、毒入りの日本食を振舞い、罠をかけて捕らえる。
教団より「不死の秘術」を賜り、自国にてゾンビの軍団を作り上げていた。ヴァンパイアの父と人間の母を持つハーフ。
猊下（げいか） / 魔神モルダヴィア
謎の教団を束ねるトップ。漆黒の服をまとい、その狭間から覗く肌は純白。
中性的な顔立ちと腰まで延びる長い髪、その奥から覗く金色の瞳を持つ。一方で本来この世界の者であれば何者であっても持っているはずのステータス表示を持たない存在。
その正体は100年前に復活した魔神モルダヴィア。エターナル7大神さえも寄せ付けないほどの力を操り、エターナルに悪を蔓延させている。
教団を率いるが、それに敵対する存在さえも自らの手の内と嘯き、ユーゴたちの行動も、それによって訪れる教団の苦難も、その全てはギャスパルクの復活のための滋養であると説く。
悪の魂を取り込み、自身を強化し、ギャスパルクという架空の神の名を口にするが、その目的は不明。

### その他
オランドゥ・アローネ
- 村長：Lv不明

アルダ村の村長にして神官。イシュラとレヴィアの父。イシュラを救ったユーゴたちを客人として、もてなしてくれた。また、確率型の即死魔法を使う強力な敵に対して怯え、そんな自分に苦しむユーゴに対して自身の父として未熟な面を見せながらも導きを与え、ユーゴが真に「勇者」として立ち上がる最初のきっかけをもたらした人物。また、ユーゴの苦悩を知ることでユーゴたちの正体を彼自身の口から聞いている物語中で唯一のエターナル人でもある。
一連の騒動で娘たちがユーゴと同じ悩みや苦しみを抱いていることを知り、彼女らがユーゴと共に旅立つことでその答えを見出すことを期待して、不安を抱きながらも娘たちが強くなることを願いユーゴにイシュラとレヴィアを託す。
ちなみに妻（イシュラとレヴィアの母親）は二人が幼いころモンスターに襲われて死亡しており、いわゆる男やもめでもある。
ケルパ
第1巻終盤、確率致死呪文に怖気づくショウの前に現れた白い少年。外見年齢は8歳ほど。白い肌、白い髪、白い貫頭衣をはおり、瞳は赤く舌は蛇のように細い。
エターナルの人間および転移した人間の頭に必ず存在するはずのHPおよびMPのステータスバーが存在せず、姿も実体ではないらしく魔法もすり抜ける。
ショウの臆病を見抜きあざけ笑い姿を消すが、結果的にその行動がショウにユーゴを助ける決意を促した。後(第5巻)にエターナル7大神のひとり闇の神カルラの子ども神、影の神ケルパであることが明かされる。時折、人の前に降り立ち皮肉や悪戯を成すとされているが、その行動には必ず何らかの「神としての意図」が込められているとされる。
ガルガンシア三世
- 王様：Lv不明

アルダ村を含むガルガンシア王国を束ねるガルガンシア王朝の3代目となる王様。前王朝より続く大地神グラ・ドによって封じ込まれた魔神ナディンゴラの封印を守る。
為政者として聡明かつ人として慈悲にあふれた名君であり、質実剛健を旨とし、質素倹約や実力主義を重視しており、芸術にも理解の深い為政者。一方で人としての弱さを自ら自覚し、ゆえに強くあらんともする人格者でもある。
息子であるマイルズの謀反に苦悩するも、それを阻止するように進言してくれたユーゴに対して感謝し、パーティーへの全面的な協力を約束する。
ウドラク
- 商人：Lv不明

ドワーフの行商人。怪しげなアイテムをボッタクリのような値段で売りさばく胡散臭い人物。商売柄顔が広く、様々なところにコネを持っている。ユーゴたちがドワーフの国アライエン王国へ向かう道すがらに知り合い、神官長ドルバンに謁見するための助けとなった。
ドルバン
- 神官長：Lv不明

アライエン王国の王都ララーンのシュラハー神殿の神官長。アライエン王国の実質的トップ。神官長という身分でありながら金銭と権威と保身ばかり考えている俗物。
アナンダナン
- 女王：Lv不明

暗黒神カルラを崇めるアリ人間アンティラの国の女王。理性的な人物ではあるが、アンティラが他種族から迫害されてきた歴史ゆえに、他種族に対しては排他的な判断を下しがち。その威厳によってヴァイオンを叱り付けて大人しくさせることができる、稀有な存在。
ピュリホー
- シルバードラゴン：Lv不明

第5巻に登場する、ヴァイオンの義娘。まだ幼いがドラゴンとしての本能から光物に目がなく、ヴァイオンの宝部屋でこと故により宝箱に閉じ込められたところをイシュラとラムダに助けられる。愛らしく無邪気でバカのヴァイオンを心から親として慕っている。
ヴァイオンにとっては目に入れても痛くないほどの愛娘。ドラゴンとしては愛らしく器量よしの部類に入るらしくヴァイオン自身光源氏計画をもくろみショウに「どこのプリンセスメーカーだ」とツっ込まれる始末。
実は幼いころに教団によって薬や武具の材料として誘拐されてしまった所をヴァイオンによって助けられた過去を持つ。そのためヴァイオンはピュリホーの実の親の手がかりを得るためにも教団を追い、そのために旭日騎士団と共闘しているという事情がある。
ウメ / アアアアアアアア
- サムライ：Lv83

フルネーム不明、83歳。エターナルに転移してきた日本人の老婆。名前入力の時に適当にやってしまったため、エターナルでの登録名もそのままになってしまっているがユーゴをも超える高Lvの持ち主。ただし高齢によるステータス減衰が起こっているため、実際の実力はLv60台程度。
吉川英治の『新書太閤記』のファンであり、群雄割拠の戦国時代となっているアダナキア連邦を少しでもまともな国にするべく畑を失った農民、力をもてあましているハンパ者、志ある者などを集め「ウメさんとその仲間たち」なる勢力を率いランダル王国の開放のために立ち上がった。
この経歴より（志の程度や発起理由の差異はあれど）ある意味でラムダとは似たもの同士であることがうかがえる。ネーミングセンスがダサいと苦情を呈したラムダに対して実力で黙らせてあしらうなど「人の上に立つ者」を目指しているラムダにとってはある種「目標」たりうる人物。
パール
- ロイヤルハート：Lv13

12歳。アダナキア連邦の国の一つ、ランダル王国の王女。アークによってランダル王国が潰滅状態になったところをかろうじて生き延び、森の中に隠れ潜んでいる。共に暮らす「百星騎士団」の少年少女たちと、アダナキアに平和が訪れるその日まで雌伏の時を過ごしている。
木安 春子（きやす はるこ）
創世神。姿は二十代前半で、ギャスパルクとは髪と瞳の色が黒だという違いしかない。生まれつき疾患を持っている。召喚の儀式をして、とある存在を呼び出し彼から与えられた魂の力で「エターナル」を作った。
厳島 勇造（いつくしま ゆうぞう） / ウォーロード
- グラディエイター：Lv88

ユーゴの父親。前団長が怪我をしたため、引き継いだ神聖飛竜騎士団の団長をしている。

### ギャスパルクとその分身
ギャスパルク
ユーゴたちが現実でプレイしてたゲーム「ギャスパルクの復活」のネーミングの基となった存在。エターナル最凶の「魔神にして魔王」たる「力の神」とされている。完全復活した姿は、銀色の髪に黄金色の光を放つ瞳をしている。
ヴォイド
アルダ村近くの洞窟内に風神ファドラによって封印されている。ジローによって封印が解かれたが、レヴィアによって再封印された。七柱の魔神の中では最も弱いが、ユーゴの「ゴーデスエンブレム」でも、HPの5分の1が削られたほどだった。ただし、魔神を回復させる特有魔法があるので他の魔神と攻めて来ると厄介になる。あと、雷の範囲魔法があり面の攻撃。
ナディンゴラ
ガルガンシア王国に大地神グラ・ドによって封印されている。魔神の中では弱い方であるが、魔神の弱点を無くしてステータス強化する特有魔法と周囲の敵のエンチャントを無効にする特有魔法があり、サポート向きの魔神。あと、光線の範囲魔法があり全方位に効果がある。
ニンガヤッシュ
アライエン王国に火神シュラハーによって封印されている。攻撃方法が多彩で素早い攻撃と特殊な魔法を使う。あと、HPと防御力が高いので魔神の中では強い。
グモン
ユグドラシル王国に水神ペリアナイアによって封印されている。教団とそれに協力するダークエルフによって封印が解けたが、ユーゴたちを中心とするエルフ・ドワーフ・旭日騎士団の連合軍によって倒されている。特有魔法はないが高速自動回復のスキルがあり、範囲物理攻撃がある。
倒した後に出現した宝玉のようなものをダイスが持ち去っている。
モルダヴィア
魔神達のリーダーにして、教団の長である存在。アンティラたちの王国に暗黒神カルラによって封印されていたが、100年前封印が弱まったことで解放されてしまった。7柱の魔神の中で最も賢く、狡猾。特有の能力があり、攻撃した相手に高確率で即死させることができる。
イグニッツァ
アダナキア連邦に光の女神アウラによって封印されていたが、グモンの力を受け継いだダイスによって開放されてしまった。特有魔法はMPを１/5消費して広範囲の超高確率の石化攻撃がある。
7大神の力を受け継いだユーゴ達によって追い詰められるが、ダイスの援護もあり、逃走してしまった。
バルザ
ベルアダン皇国内、旧マーレス王国に軍神ゴーデスによって封印されていた最強・最大の魔神。
優に40メートルを超える巨体を誇り、圧倒的なまでの攻撃力と防御力を併せ持っており、ブレスよる範囲攻撃で相手にダメージと状態異常を与える。
旭日騎士団のナツキの必殺技で手傷を負うものの、他の魔神を復活させるべく行動を開始する。

## 用語
エターナル
異世界。HPやMPなどRPGの要素がある地球と異なる世界。
人間以外にも色々な種族が住んでおり、神やドラゴンなど地球に存在しない者も存在している。
「ギャスパルクの復活」はエターナルを似せた世界感であり、実は似て非なるものである（村の建物の配置や経験値の上昇値などは「ギャスパルクの復活」とは微妙に違う）。
ステータス
HP→ゼロになると死亡する。
MP→魔法や技を使うと消費する。
STR→物理的な攻撃力や持ち運べる重量などに影響する。
DEX→命中率や回避率などに影響する。
VIT→物理的な防御力やHPの量、持ち運べる重量などに影響する。
AGI→命中率や回避率、魔法の詠唱時間、移動時のスピード、ジャンプできる高さなどに影響する。
INT→魔法の威力や確率魔法の成功率などに影響する。
WIS→魔法的な防御力やMPの量、確率魔法の回避率などに影響する。
LUK→命中率や回避率、クリティカルヒットの出現率や確率魔法の回避率など様々なことに影響する。
レベル(LV)
経験値を一定の値まで貯めるとレベルアップする。レベルが上がれば上がるほど、次のレベルアップに必要な経験値がどんどん増える(職業によってレベルアップに必要な経験値が異なる)。また、職業によってステータス上昇は異なる。
技術、魔法(ぎじゅつ、まほう)
特定の職業、一定以上のレベルやステータスの条件を満たした上で、呪文書や技術書を入手したり、特定のクエストをクリアすると習得できる(レベルアップ時に技術や魔法を覚える自動習得方法はない)。
転職(クラスチェンジ)
ツリー式にどんどん分化・進化してゆくタイプの転職方式(不可逆)。戦士職、魔法職、魔法戦士など様々ある。最初の転職はレベル15以上で転職できる。
特殊な儀式や特定の神に仕えるプリーストはレベルとは無関係に就ける職業も存在する。(例)パールのロイヤルハートやレヴィアのファドラプリーストはこれにあたる。
クリティカルヒット
LUKの値や職業などにより、一定の確率で出現する強打。物理攻撃や魔法攻撃などあらゆる攻撃にクリティカルヒットがある。
命中率、回避率(めいちゅうりつ、かいひりつ)
基本的にAGIやDEXやレベル差、装備品の重量などにより、命中率、回避率は算出される。
死、怪我(し、けが)
体力をあらわすHPの値がゼロになると死亡する。それとはべつに腕や頭など身体の各部位にダメージを受けて大怪我や大火傷になると傷は残り、STRやDEXなどがあらゆるステータスがガタ落ちになる。 また、多少の怪我(擦り傷や火傷)は魔法やアイテムで治療は可能。
種族(しゅぞく)
人間のほかにもさまざまな知的種族が存在。種族ごとに伸びやすいステータスや伸びにくいステータスがある。ドワーフはHPやSTRの伸びがよく、ケットシーはAGIが高いなど種族の見た見通り設定。また、ドワーフは疲労や空腹などの減りが遅い、ダークエルフは夜目が効いて夜中でも命中率が下がらないなど、特殊能力が備えている種族もある。特定の種族限定の職業、武器防具なども存在する。
人間
知的種族の中で最も数が多い。ステータスの伸びは平均的。
エルフ
森に住む長命な種族。美形ばっかりでINTやDEXの値が伸びやすいので魔法職や弓職に向いている。
ダークエルフ
エルフと敵対している種族。美形ばっかりでエルフよりDEXよりSTRに優れている。
ドワーフ
小柄たが頑健な種族。HPやSTRの伸びがよくて戦士向きである。
ケットシー
直立歩行をする猫のような種族。見た目は愛らしくAGIが高いのでニンジャやシーフなど素早い職業に向いている。
リザードマン
直立歩行をするトカゲのような職業。見た目は怖くてVITが高いので防御型の戦士職に向いている。
ゴブリン
小鬼のような種族。ステータスの伸びは悪いが毒などの状態異常に耐性がある。
アンティラ
地底に住むアリに似た種族。どのステータスの伸びも悪いのでとても弱い種族である。
ジャイアント
人間の二倍の身長のある巨人族。低レベルでも高いSTRやVITやHPを持ち、とても強い種族だが知能はそれほど高くない。
ドラゴン
最強のモンスター。基本的に知能が高く人の言葉も分かり喋ることもできる。だが基本的に人を見下しており、自分の巣穴に侵入すると攻撃してくる。また、ドラゴンは財宝に目がなく巣穴には大量の金銀財宝がある。
数は少ないがとても長命であり、六種類のドラゴンがいる。この六種類はエターナルの神がそれぞれ造り出した(レッド、ブルー、グリーン、シルバー、ゴールド、ダークのいろを持つドラゴンたち)生き物である。
職業(クラス)
誰もが何かに就いている。なかでも専門職があり特定の職業に就くと一部のステータスの伸びが良く伸びるようになったり、特殊な技や魔法が使えるようになる。
ゴーデスナイト
ユーゴが就いてる職業で全職中最強の攻撃力を持つ戦士職。STRがとても高く、近接武器なら大抵装備可能。
近接攻撃技が充実しているがHPなどのステータスは他の戦士職より低く、重装や盾は装備出来ないので防御に難があるが命中率や回避率はそれなりに高い。
ウォーザード
シュウが就いてる職業で全職中、最もWISとMPの値が高い総合魔法職。回復、攻撃、召喚、補助の様々な魔法が使えるが、魔法専門職の各系統の最高の魔法は覚えられず、聖属性の魔法も覚えられない。
必要な経験値の量が多くレベルアップが困難であり、 INTは高くないので圧倒的手数で攻める。
サモンマスター
ラムダが就いてる職業で最も強力なサモンモンスターを召喚できる。召喚後はHPがゼロになるか、一定時間が経過すると消えてしまい再召喚するには一定の待ち時間が必要。
リセットボタンや蘇生魔法やアイテムがないエターナルでは、サモンモンスターを使い捨ての駒として使える(例:勝てるか分からない相手に試しにぶつけるなど)ためとても有用である。
アルケミスト
メタボキングが就いてる職業でアイテム生成が可能な特殊魔法使い。素材を合成してアイテムを生成できる。高レベルになると特殊な武器防具や強力なアイテムなどを生成できる。また、消耗アイテムを使用すると他の職業より効果が大きくなる。
ウィッチ
リサポンが就いてる職業で女性のみなれる総合魔法職。必要な経験値の量が低めでレベルアップしやすい。ただし、ステータスは平凡である。また、習得できる魔法も異常攻撃魔法（毒や麻痺など）の攻撃が主体。
ニンジャ
ダイスが就いてる職業で全職業中AGIが最も高くて非常に素早い戦士職。遠距離物理攻撃、近接物理攻撃、忍術魔法での攻撃など多彩な攻撃がある。
専用装備や専用技など多くあるが、必要な経験値が膨大でレベルアップが困難であるが、回避率が高いのでとても厄介な相手である。
アサシン
メルクリウスが就いてる職業でAGIが高い攻撃型戦士職。ニンジャに近いが忍術魔法は習得できないが、STRとDEXがニンジャより高くでナイフのような小型武器を二刀流に装備できる。
サムライ
アアアアアアアア(ウメ)が就いてる職業でステータスだけで見ると平均的な戦士職であるがダメージ無効やカウンターやクリティカルヒットなど一定確率で発動する強力なスキルを多く持っている。そのため、運が良いと自分より強い相手を倒すことも可能である。
ドラゴンテイマー
アークが就いてる職業でモンスターを手なずけることができる職業の最高峰。強力なモンスターも手なずけることができるが強力なモンスターになるほど成功確率は低くなる。
手なずけたモンスターは戦闘してに参加させて経験値を貯めるとレベルアップして強くさせることができるが、モンスターが死んでしまうと復活アイテムは無いので育てた苦労が水の泡になるというデメリットがある。
パラディン
ランデンが就いてる職業で防御型の戦士職業で重鎧や盾を装備が出来て、HPやVITが高いのでパーティの盾になる存在で頼りになる。
ラッキーストライカー
ザッパーが就いてる職業で運の要素が強い魔法使い。運頼みの魔法か多くあり、運が良ければ格上を倒すこともできるが運が悪いと格下に負ける可能性もあるので、最も安定感のない職業。
ネクロマンサー
ジローが就いてる職業で状態異常の魔法が得意で、それに加えてアンデッドやデーモンを召喚できる。いわば、状態異常の魔法が得意な召喚魔法職。
フロッグナイト
アミ～ゴが就いてる職業で水中でも素早く行動でき、HPの自然回復も異常に速い。水棲モンスターや昆虫モンスターに特効がある風変わりな職業。ただし、水棲モンスターや昆虫モンスターに強力なモンスターはあまりいないのでネタキャラと言われている。
プリンセス
パールが就いてる職業で特殊なエンチャント能力に特化した職業。自身のステータスは平均的にであるがパーティメンバーを強化したり、パーティ以外の仲間全員にエンチャントをかけることができる窮めて特殊な職業である。
村娘・村人
イシュラとレヴィアが最初に就いていた職業。普通の村に住んでいるレベル15未満の人が就く職業。レベルアップのステータス上昇値の伸びがランダムで決まる。
ゴーデス
軍神ゴーデスの力を授かったユーゴの職業。この職業はSTRが極端に高くてゴーデスナイトの高レベル化されたステータスである。特殊な技は無いが通常攻撃が普通のモンスターを即死させる攻撃になる。あと、ゴーデスブレードを装備できる唯一の職業でもある。
カイザード
闇の神カルラと影の神ケルパの力を授かったシュウの職業。この職業はヴォーザードをそのまま発展させた職業であり、魔法職の最高峰の魔法を含むほぼ全ての魔法が使える。
特殊な魔法は三つ。一つ目は状態異常効果のある魔法で魔神にも有効。二つ目は凍結効果のある範囲攻撃魔法。三つ目は味方全員を一時間無敵にする魔法(ただし消費するのはMPでなくレベル129の経験値であるため、一度しか使えず使い終わると戦力外になる)。
アウラナイト
光の女神アウラの力を授かったイシュラの職業。この職業は魔法戦士で戦士職の定番技と初歩魔法がほぼ全て使える。
特殊な技と魔法は一つずつ。技は遠距離攻撃技でHPやMPを消費無しで剣の攻撃の3/4の威力。魔法はパーティメンバーのHPとMPを除く全ステータスが300上昇させる。この魔法を受けた人は一般人でも高レベルの戦士になれるのでとても強力な魔法である。
ウィンドコンダクター
風神ファドラの力を授かったレヴィアの職業。この職業は回復魔法の専門職で回復と治療の魔法をほぼ全て使える。
特殊な魔法は三つ。一つ目はあらゆる状態異常を回復出来てパーティ以外の者にも有効。二つ目はパーティだけでなくの周囲の人のHPの最大値の７割回復させる魔法。 三つ目は対象者の最大HPを一時的に二倍にできる魔法(同時に二人にかけることは出来ない)。あと、レヴィアはあらゆる状態異常を無効にするスキルを持っている。
パイロエンプレス
炎神シュラハーの力を授かったエルの職業。この職業は攻撃魔法に特化した魔法使いでINTがとても高い。
特殊な魔法は三つ。一つ目は召喚魔法で10分しか召喚できないが無敵であり攻撃力もかなりある。二つ目は範囲攻撃魔法で広範囲に効果があるが味方も巻き込む恐れがある。三つ目は強力な単体攻撃魔法でMPを大量に使うので一発しか撃てない。
ゲートキーパー
地神グラ・ドの力を授かったラムダの職業。召喚職の最高峰であり普通のサモンモンスターなら20体同時に召喚できる。
特殊な魔法は二つ。一つ目はアースゴーレムを召喚できる魔法でアースゴーレムは同時に三体まででHPと攻撃力は高いが魔法攻撃には弱い。二つ目はサモンモンスターの全能力を一時的超強化する魔法(ただしアースゴーレムには効果がないのであまり有効ではない)。
マスターアルケミスト
水神ペリアナイアの力を授かったメタボキングの職業。錬金術の魔法職のスペシャリストであり、アイテム使用時は効果が三倍になる。ただし、特殊な魔法はフィフスステップのみで強力な武器や防具などの製作が主な役目。

## 既刊一覧

### 小説
- 吉村夜（著）・てんまそ（イラスト） 『RPG W(・∀・)RLD ―ろーぷれ・わーるど―』 富士見書房〈富士見ファンタジア文庫〉、全15巻
  1. 2009年4月18日発売[2]、ISBN 978-4-8291-3400-9
  2. 2009年7月18日発売[3]、ISBN 978-4-8291-3426-9
  3. 2009年10月20日発売[4]、ISBN 978-4-8291-3457-3
  4. 2010年1月20日発売[5]、ISBN 978-4-8291-3486-3
  5. 2010年4月20日発売[6]、ISBN 978-4-8291-3517-4
  6. 2010年7月17日発売[7]、ISBN 978-4-8291-3550-1
  7. 2010年12月18日発売[8]、ISBN 978-4-8291-3601-0
  8. 2011年4月20日発売[9]、ISBN 978-4-8291-3626-3
  9. 2011年7月20日発売[10]、ISBN 978-4-8291-3666-9
  10. 2011年12月20日発売[11]、ISBN 978-4-8291-3716-1
  11. 2012年5月19日発売[12]、ISBN 978-4-8291-3765-9
  12. 2012年9月20日発売[13]、ISBN 978-4-8291-3803-8
  13. 2013年1月19日発売[14]、ISBN 978-4-8291-3853-3
  14. 2013年6月20日発売[15]、ISBN 978-4-8291-3906-6
  15. 2013年11月20日発売[16]、ISBN 978-4-04-712958-0

### 漫画
- 吉村夜（原作）・遠野ノオト（作画）・てんまそ（キャラクター原案） 『RPG W(・∀・)RLD ―ろーぷれ・わーるど―』 富士見書房〈ドラゴンコミックスエイジ〉、全3巻
  1. 2011年6月7日発売[17]、ISBN 978-4-0471-2730-2
  2. 2011年11月5日発売[18]、ISBN 978-4-0471-2759-3
  3. 2012年6月6日発売[19]、ISBN 978-4-04-712803-3